# Edileuza Penha de Souza
Edileuza Penha de Souza (Cachoeiro de Itapemirim) é uma professora, escritora e documentarista brasileira negra. Os seus filmes ganharam vários prêmios, dos quais se destacam Mulheres de Barro (2014), uma curta-metragem documental distinguida com o prêmio de melhor montagem no Festival de Avanca, Portugal, em 2015 e Filhas de Lavadeira (2019), que ganhou os prêmios de melhor curta-metragem documental da 25ª edição do Festival É Tudo Verdade, em 2020 e, em 2021, e melhor filme pelo júri do Grande Prêmio do Cinema Brasileiro 2021, da Academia Brasileira de Cinema e Artes Audiovisuais (ABCAA), na mesma categoria.

## Biografia
Edileuza Penha de Souza nasceu em Cachoeiro do Itapemirim, e cresceu em Grande Vitória.
Em 1994, graduou-se em História pela Universidade Federal do Espírito Santo. Em 2005, terminou o mestrado em Educação e Contemporaneidade pela Universidade do Estado da Bahia e em 2013 tornou-se Doutora em Educação pela Universidade de Brasília. O seu percurso académico ainda inclui um pós-doutoramento em Comunicação, também pela Universidade de Brasília.
Fez uma especialização em documentário na Escuela Internacional de Cine y Television de San Antonio de los Baños (EICTV/Cuba). Ainda neste país, participou como roteirista e diretora em várias produções, entre elas, em 2014, a curta-metragem premiada Teresa, uma co-produção entre Brasil, Cuba, México e Venezuela.
Após se formar em história, na década de 90, Edileuza foi professora da educação básica em zonas periféricas, para uma maioria de alunos e alunas negras, e aproveitou essa ocasião para falar de questões raciais através do cinema, nomeadamente através da visibilidade negra.
Posteriormente, o Ministério da Educação convidou Edileuza para trabalhar na implementação da Lei Federal 10639 de 2003, que determinava o ensino da História e Cultura Afro-Brasileira na educação básica, o que a levou a mudar-se para Brasília.
A partir de 2006 tornou-se também investigadora na área de cinema, nomeadamente em Cinema Negro no Brasil e no Continente Africano.
Tornou-se também professora da Universidade de Brasília, lecionando disciplinas de Pensamento Negro Contemporâneo (PNC) e Etnologia Visual do Negro no Cinema (ETNOVIS), e do Instituto Federal de Brasília (Recanto das Emas).
Em 2014, Edileuza realizou com fundos próprios a curta-metragem Mulheres de Barro, com os testemunhos de doze mulheres paneleiras e congueiras de Goiabeiras Velhas, em Espírito Santo.
Em 2019 realizou uma outra curta-metragem documental Filhas de Lavadeiras, a partir da obra de Maria Helena Vargas, pela primeira vez com apoio do edital de Cultura do Distrito Federal.
Foi ainda a idealizadora, curadora e coordenadora da Mostra Competitiva de Cineastas e Produtoras Negras Adélia Sampaio, curadora do Festival de Cinema do Paranoá (DF) e da Mostra de Cinema da Cova, em Lisboa.
A 3 de novembro 2020, foi convidada para dar a conferência de abertura do Seminário Nacional de Educação das Relações Étino-Raciais, realizado pelo Núcleo de Estudos Afro-Brasileiros (NEAB) da Universidade Federal do Espírito Santo, com o título Territórios Educacionais e Lutas Antirracistas.
Em entrevista ao Século Diário, em 2020, resumiu a sua visão para o cinema:
"Sou uma mulher negra, filha de lavadeira, que gosta muito de cinema e acredita que o cinema é uma arma que nós negros sabemos usar, uma ferramenta para novos olhares, para permitir a nossas crianças e adolescentes sonhar que outro mundo é possível, mais fraterno e igualitário e sem racismo"
A 10 de maio de 2022, no âmbito da comemoração dos 10 anos do curso de Cinema e Audiovisual da Universidade Federal da Integração Latino-Americana, Edileuza Penha de Souza foi convidada para uma Aula Magna.

## Reconhecimento e prêmios
Os seus filmes ganharam vários prêmios, destacando-se:
- Mulheres de Barro (2014), uma curta-metragem documental distinguida com o prêmio de melhor montagem no Festival de Avanca, Portugal, em 2015.[8]
- Filhas de Lavadeira (2019), uma curta-metragem documental premiado na 25ª edição do Festival É Tudo Verdade, em 2020 e, em 2021, pelo júri do Grande Prêmio do Cinema Brasileiro 2021, da Academia Brasileira de Cinema e Artes Audiovisuais (ABCAA).[3][4][5][7]